# Красное (Рамешковский район)
Красное — опустевшая деревня в Рамешковском районе Тверской области.

## География
Находится в восточной части Тверской области на расстоянии приблизительно 7 км на северо-запад по прямой от районного центра поселка Рамешки.

## История
Впервые отмечена была на карте 1941 как поселение с 23 дворами. До 2021 входила в сельское поселение Высоково Рамешковского района до их упразднения.

## Население
Численность населения не была учтена как в 2002 году, так и в 2010.